# Іволгинськ
Іволгинськ (рос. Иволгинск) — село (з 1973 по 1991 — селище міського типу) Іволгинського району, Бурятії Росії. Входить до складу Сільського поселення Іволгинське.
Населення — 7382 особи (2015 рік).